# Живи и мртви
Живи и мртви је антиратни дугометражни играни филм рађен по роману писца Јосипа Млакића рађен у копродукцији Хрватске и Федерације БиХ. Ратна драма која испреплиће двије приче – једну из грађанског рата 1993. године у Босни и Херцеговини и другу која се одвија на истом мјесту али 1943. године за вријеме Другог свјетског рата. Филм је сниман у градовима Прозор, Бугојно и Горњи Вакуф.

## Радња
Негдје у Босни 1993. група војника ХВО-а добија задатак да држи један од најважнијих положаја према јединицама ВРС, у брдима код ловачке бараке. Но исте вечери по доласку на положај, њима иза леђа избија хрватско-бошњачки сукоб чиме остају одсјечени од својих сабораца. Тада морају да се повлаче преко српских и бошњачких положаја да се докопају спаса – Црних вода. При повлачењу наилазе на колибу у којој су војници Армије БиХ, те их нападају и убијају. Сљедеће јутро, Робе убија заповједника Иву, мислећи да је војник АБиХ, те мало касније и он гине ставши на мину. У ноћи када су кренули из колибе војнике ХВО-а нападају Бошњаци. Након тог напада, само Томо, Ћоро и Вијали остају живи, те касније крену и дођу до гробља гдје гину Ћоро и Томо. Вијали бива рањен те му се причињавају домобрани, војници АБиХ, партизани и његови мртви саборци.
У Босни 1943. двојица усташа воде групу домобрана у акцију против мање групе партизана. Међу домобранима је Мартин, те Ферид који упропашћен вијешћу да му је цијела породица помрла од тифуса, одлучује да дезертира. Но то му не успијева пошто њега, Мартина и Стојана који су га тражили нападају партизани. Ферид и Стојан у окршају гину, као и партизани који су их напали. Кренувши даље, домобране поновно нападају партизани, дио их гине, а усташког сaтникa Дану Бору партизани заробљавају. Мартин остаје са поручником Кнезом и усташом Семином који му каже да побјегне, што Мартин и учини.

## Глумци по улогама
- Филип Шоваговић као Томо и Мартин
- Велибор Топић као Вијали
- Славен Кнезовић као Ћоро
- Маринко Прга као Мали
- Борко Перић као Робе
- Миро Барњак као Иво
- Божидар Орешковић као Заповједник
- Енес Вејзовић као Ферид и Војник АРБиХ у колиби
- Изудин Бајровић као Стојан
- Љубомир Јурковић као Семин
- Роберт Роклицер као усташки сатник Дане Боро
- Звонко Зечевић као домобрански натпоручник Кнез
- Нино Сорић као Пејо
- Нермин Омић као Масни и Домобран

## Награде
Пула 2007 - Златна Арена за:
- Специјални ефекти: Горан Рукавина и Бранко Репалуст
- Посебна Златна Арена: Ивица Дрнић, дизајнер тона, Дамир Валинчић и Игор Фабрис миксери тона, за тон
- Галзба у филму: Андрија Милић
- Монтажа: Горан Губеровић - постхумно
- Камера: Драган Марковић и Мирко Привчевић
- Споредна мушка улога: Борко Перић
- Режија: Кристијан Милић

Међународни фестивал филмске камере Битола 
- Главна награда - Златна камера 300

ФЕСТ 2008 Београд 
- Награда -  Европа ван Европе

Гроссманнов фестивал филма и вина 2008 Љутомер 
- Главна награда -  Худи мачек